# Paul Fässler
Paul Fässler (Bronschhofen, 13 de junho de 1901 - 26 de março de 1983) foi um futebolista suíço, medalhista olímpico.
Paul Fässler  competiu nos Jogos Olímpicos de Verão de 1924, ele ganhou a medalha de prata como membro da Seleção Suíça de Futebol.

## Ligações Externas
- Perfil Olímpico[ligação inativa]